# Campobello Island
Campobello Island è un'isola canadese posta all'ingresso della baia di Passamaquoddy, vicino all'entrata alla baia di Cobscook e all'interno della baia di Fundy. L'isola fa parte della Charlotte County, Nuovo Brunswick, ma è collegata dal Franklin Delano Roosevelt Bridge con Lubec, Maine, la punta più orientale degli Stati Uniti.